# Сежа (приток Упы)
Сежа — река в России, протекает по территории Венёвского, Киреевского районов Тульской области и городского округа Тула. Правый приток реки Упа.
Водозабор-плотина на реке Сеже — излюбленное место рыбаков. Около села Гамово река запружена и образует большой пруд. Здесь обитают: сазан, плотва, окунь.
Устье реки находится в 226 км от устья Упы. Длина реки составляет 41 км, площадь водосборного бассейна — 238 км².

## Данные водного реестра
По данным государственного водного реестра России относится к Окскому бассейновому округу, водохозяйственный участок реки — Упа от истока и до устья, речной подбассейн реки — Бассейны притоков Оки до впадения Мокши. Речной бассейн реки — Ока.
Код объекта в государственном водном реестре — 09010100312110000019120.